# Wickede (Dortmund)
Wickede ist der Statistische Bezirk 34 und zugleich der östlichste Stadtteil der kreisfreien Großstadt Dortmund. Er liegt im Stadtbezirk Brackel. In Wickede lebten am 31. Dezember 2024 15.225 Einwohner.
Im südlichsten Bereich des Stadtteils befindet sich der Flughafen Dortmund.

## Geographie
Wickede liegt 10 Kilometer östlich der Dortmunder Innenstadt und 5 Kilometer westlich des Stadtkerns der östlich an Wickede angrenzenden Stadt Unna. Wickede grenzt zudem an die Gemeinden Holzwickede im Süden und Kamen im Norden.
Der Ort ist durch eine gemischte Wohnbebauung geprägt. Rund um den Hellweg existiert noch eine relativ hohe Anzahl an alten Fachwerkhäusern, die heute teilweise unter Denkmalschutz stehen. Besonders deutlich ist dies im Bereich Wickeder Straße / Eulenstraße und am Pleckenbrink. In den ruhigeren Nebenstraßen des Hellwegs sowie im Wohnpark Wickede stehen viele hochwertige, bürgerliche Einfamilien- und Reihenhäuser, die überwiegend in den 1960er- bzw. ab den 1970er Jahren gebaut wurden. Am Ortsrand Wickedes sind ab den 1960er Jahren viele Mehrfamilienhaussiedlungen entstanden. Die beiden größten dieser Siedlungen sind die Großwohnsiedlung Meylantviertel im Wickeder Nordosten sowie die Siedlung östlich der Steinbrinkstraße im Wickeder Südwesten. 
Am südlichen Rand Wickedes befindet sich der Flughafen Dortmund.

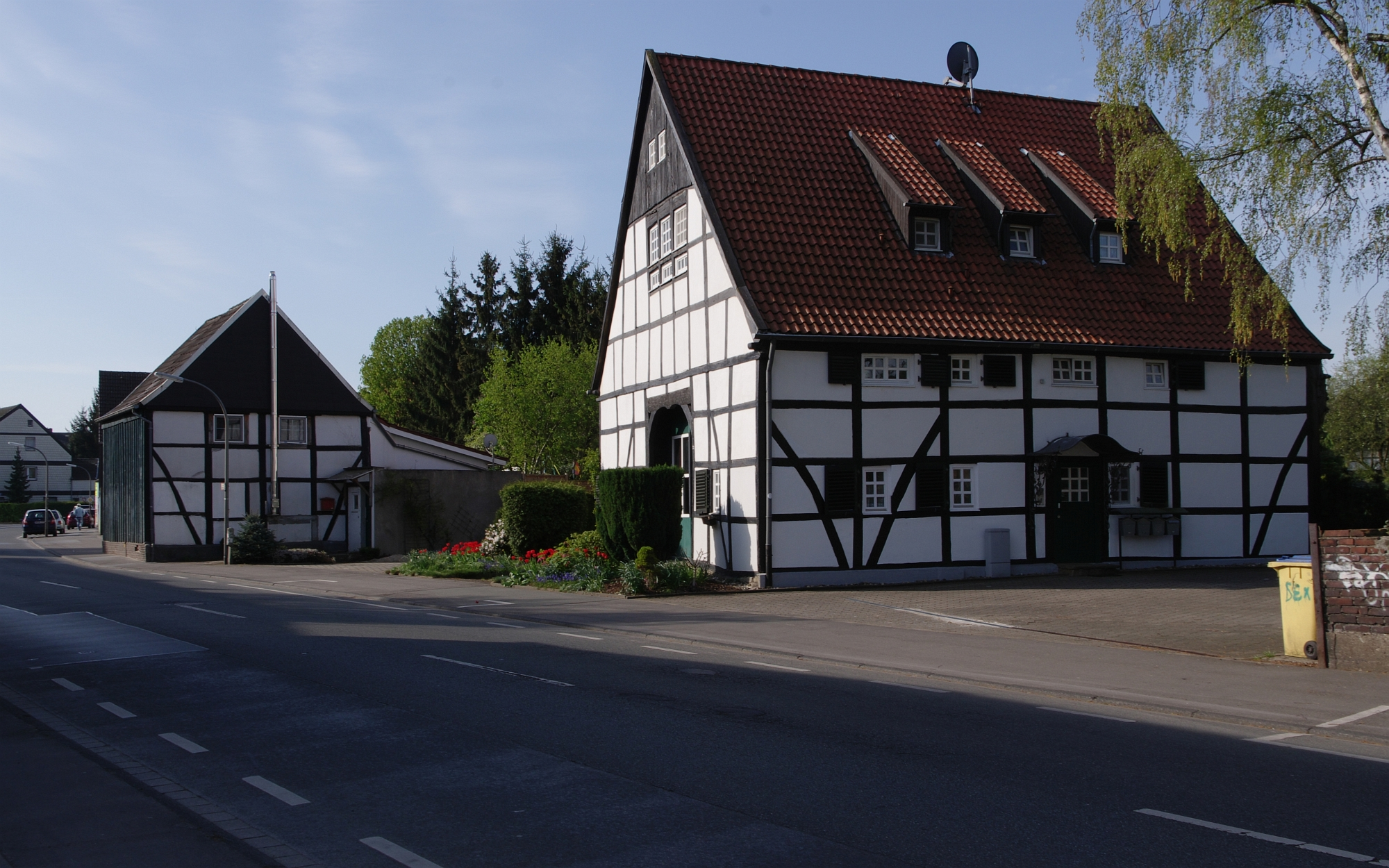
Fachwerkhäuser in Dortmund-Wickede
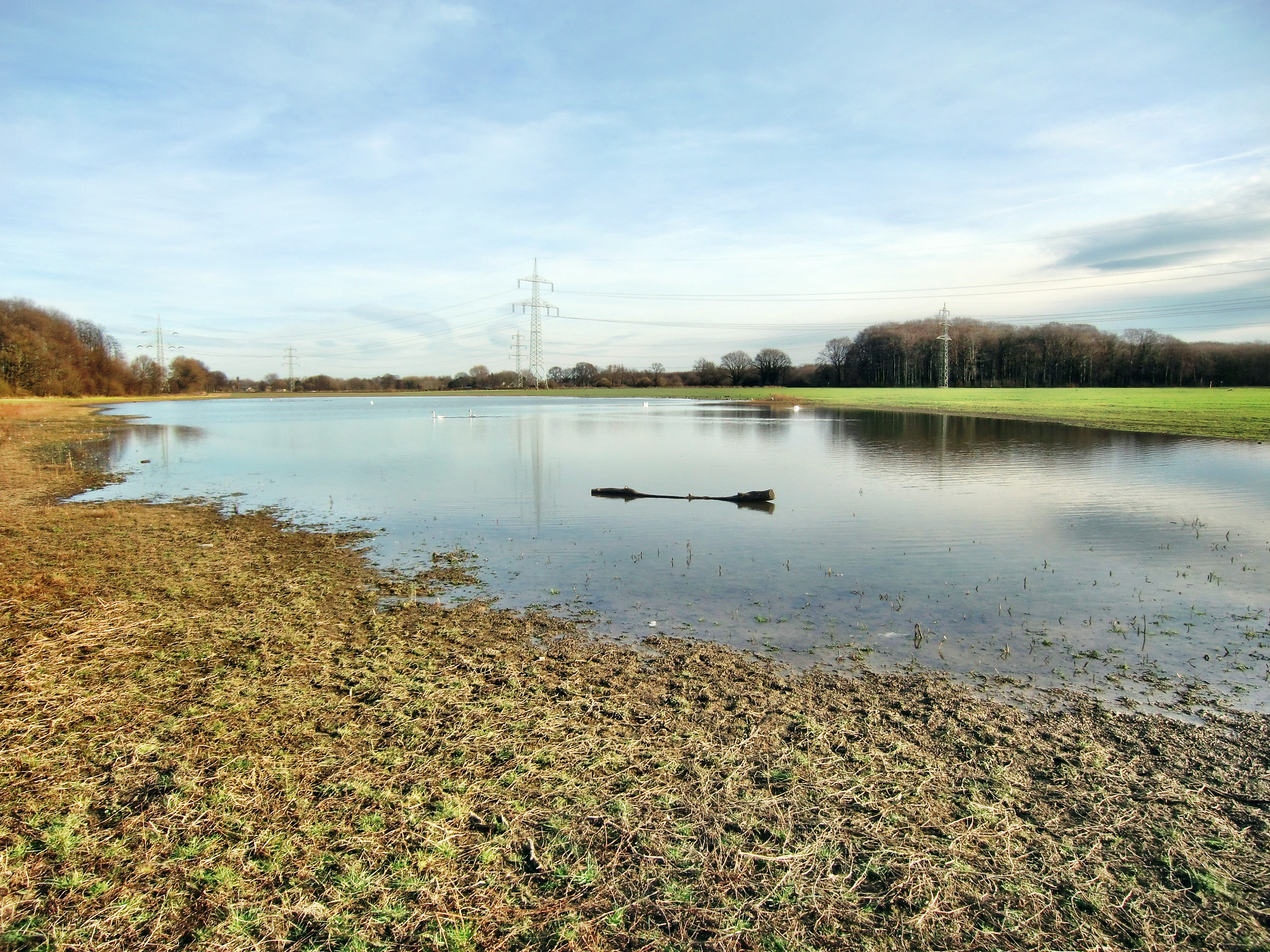
Pleckenbrinksee
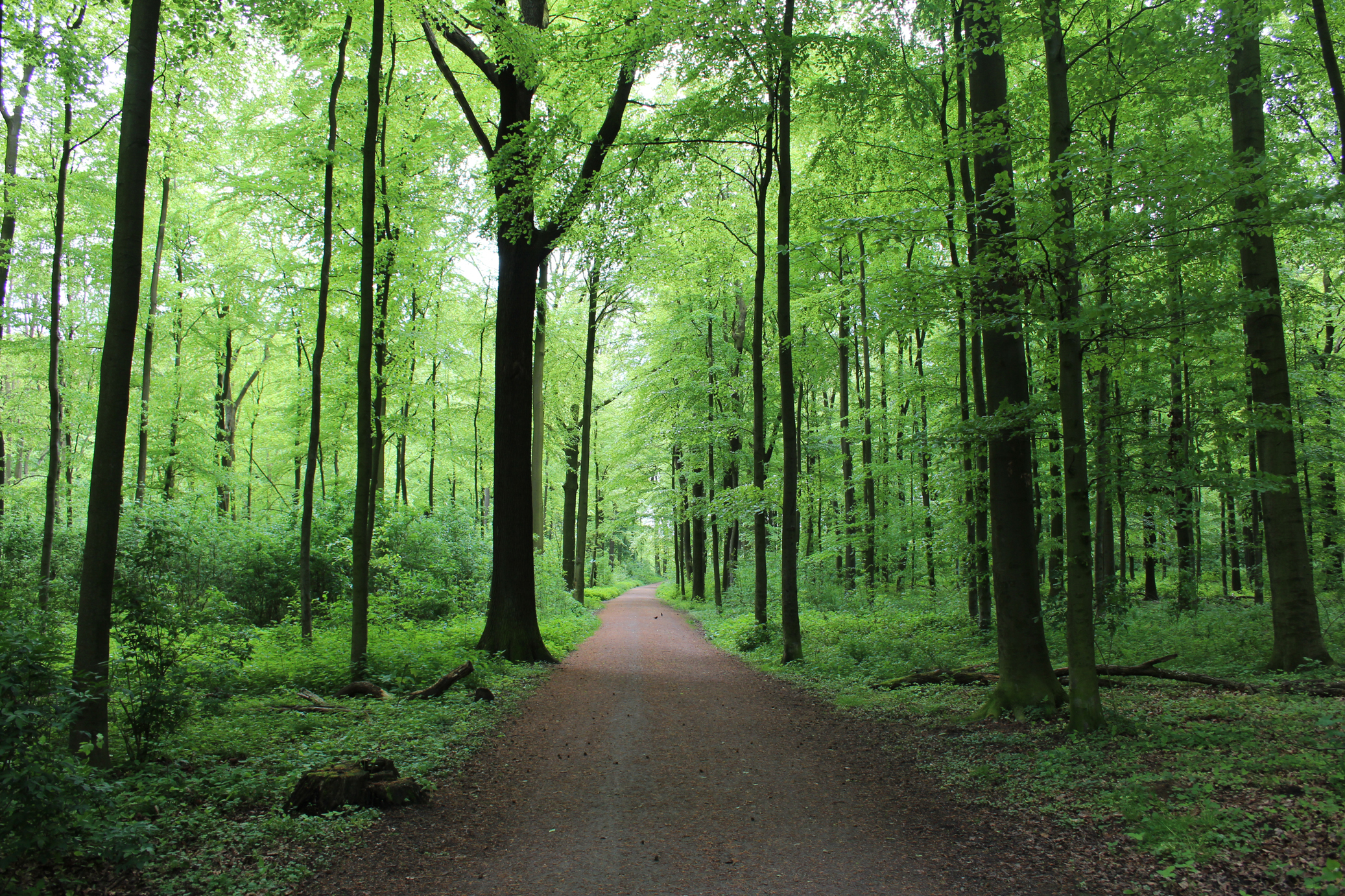
Naturschutzgebiet Wickeder Ostholz

## Geschichte
Wickede wurde erstmals im Jahre 1150 als Wiggethe im Urbar der Reichsabtei Werden erwähnt. Aus dem Adelsgeschlecht erscheinen urkundlich 1210 Everhardus de Wickede, 1233 Petrus de Wickede und 1280 Heynricus de Wickede. Im Jahr 1354 wird der Ort als tho Wickede in einer Urkunde des Klosters Clarenberg genannt sowie als to Wykkede 1397 im Volmarsteiner Lehnsregister geführt. 
Die bäuerliche Ansiedlung an der alten Handelsstraße Hellweg wurde außerdem um 1220 in der Vogteirolle des Friedrich von Altena-Isenberg namentlich erwähnt.
Wickede gehörte im Spätmittelalter und der Frühen Neuzeit in eigener Bauerschaft (Wyckede) und Kirchspiel im Amt Unna (historisch) zur Grafschaft Mark. Laut dem Schatzbuch der Grafschaft Mark von 1486 hatten die 57 steuerpflichtigen Hofbesitzer in der großen Bauerschaft zwischen 1 oirt und 6 Goldgulden an Abgabe zu leisten, darunter immerhin 13 große Höfe mit 6 Goldgulden Abgabe. Im Jahr 1705 waren im Wickede Kirspel 52 Steuerpflichtige mit Abgaben an die Rentei Unna im Kataster verzeichnet.
Die Deutung des Ortsnamens kann mit Ulme, Rüster (also eine Stelle, an der es einen Bestand dieser Bäume gab) umschrieben werden.
Im 15. und 16. Jahrhundert fanden in Wickede eine Reihe von Landtagen der Grafschaft Mark statt, so u. a. in den Jahren 1470, 1486, 1487, 1489, 1502, 1506, 1532, 1540.
Bis zum Jahr 1830 hatte Wickede eine rein bäuerliche Bevölkerung; erst mit dem Einzug der Industrie vergrößerte sich das alte Bauerndorf beträchtlich und die Einwohnerzahl wuchs stetig.
1846 wurde an der Gemeindegrenze zu Holzwickede die Zeche Vereinigte Norm in Betrieb genommen, die allerdings bereits 1865 aus wirtschaftlichen Gründen wieder geschlossen wurde. Reste der Betriebsgebäude blieben bis in die 1980er Jahre erhalten und wurden erst im Zuge der Flughafenerweiterungen beseitigt. 1854 wurden im Osten des Ortes die Schächte 1 und 2 der Zeche Massener Tiefbau abgeteuft. 1925 erfolgte die Schließung dieser Schächte und der Schächte 3/4 in Massen Nord.
1874 wurde Wickede Teil des Amtes Brackel im Landkreis Dortmund.
1905 wurde Wickede über die Elektrische Straßenbahn des Landkreises Dortmund mit der Dortmunder Innenstadt sowie der Stadt Unna verbunden.
Mit der kommunalen Gebietsreform aufgrund des Gesetzes über die weitere Neuregelung der kommunalen Grenzen im westfälischen Industriebezirk wurde zum 1. April 1928 das Amt Brackel aufgelöst und die zuvor selbstständige Gemeinde Wickede in die Stadt Dortmund eingegliedert.
Ab den 1960er Jahren begann der Bau und Ausbau des Dortmunder Flughafens an der Chaussee.
Zum Thema Wickede (Adelsgeschlecht) siehe Hauptartikel.

## Bevölkerung
Struktur der Wickeder Bevölkerung:
- Bevölkerungsanteil der unter 18-Jährigen: 15,6 % [Dortmunder Durchschnitt: 16,2 % (2018)][8]
- Bevölkerungsanteil der mindestens 65-Jährigen: 23,5 % [Dortmunder Durchschnitt: 20,2 % (2018)][9]
- Ausländeranteil: 15,9 % [Dortmunder Durchschnitt: 22,3 % (2024)][10]
- Arbeitslosenquote: 12,0 % [Dortmunder Durchschnitt: 11,0 % (2017)][11]

Das Einkommen liegt leicht unter Dortmunds Durchschnitt. Wickede ist zwar überwiegend evangelisch, beherbergt aber trotzdem vielerlei Religionsgemeinschaften.

### Bevölkerungsentwicklung
| Jahr | Einw.  |
| ---- | ------ |
| 1987 | 16.651 |
| 2003 | 16.601 |
| 2008 | 15.749 |
| 2013 | 15.274 |
| 2016 | 15.374 |
| 2018 | 15.131 |
| 2019 | 15.159 |
| 2020 | 15.125 |
| 2022 | 15.253 |
| 2023 | 15.270 |
| 2024 | 15.225 |

## Religion
Um 1250 wurde die Johannes-Kirche fertiggestellt (seit der Reformation evangelisch). In den Jahren 1961 und 1971 wurde das Kirchengebäude umfangreich renoviert. 1980 wurde das östlich angrenzende Evangelische Begegnungszentrum eingeweiht. 
Die katholische Kirchengemeinde errichtete zunächst 1952/1953 die Kirche St. Konrad. 1967 wurde die katholische Pfarrkirche Zum göttlichen Wort eingeweiht. 

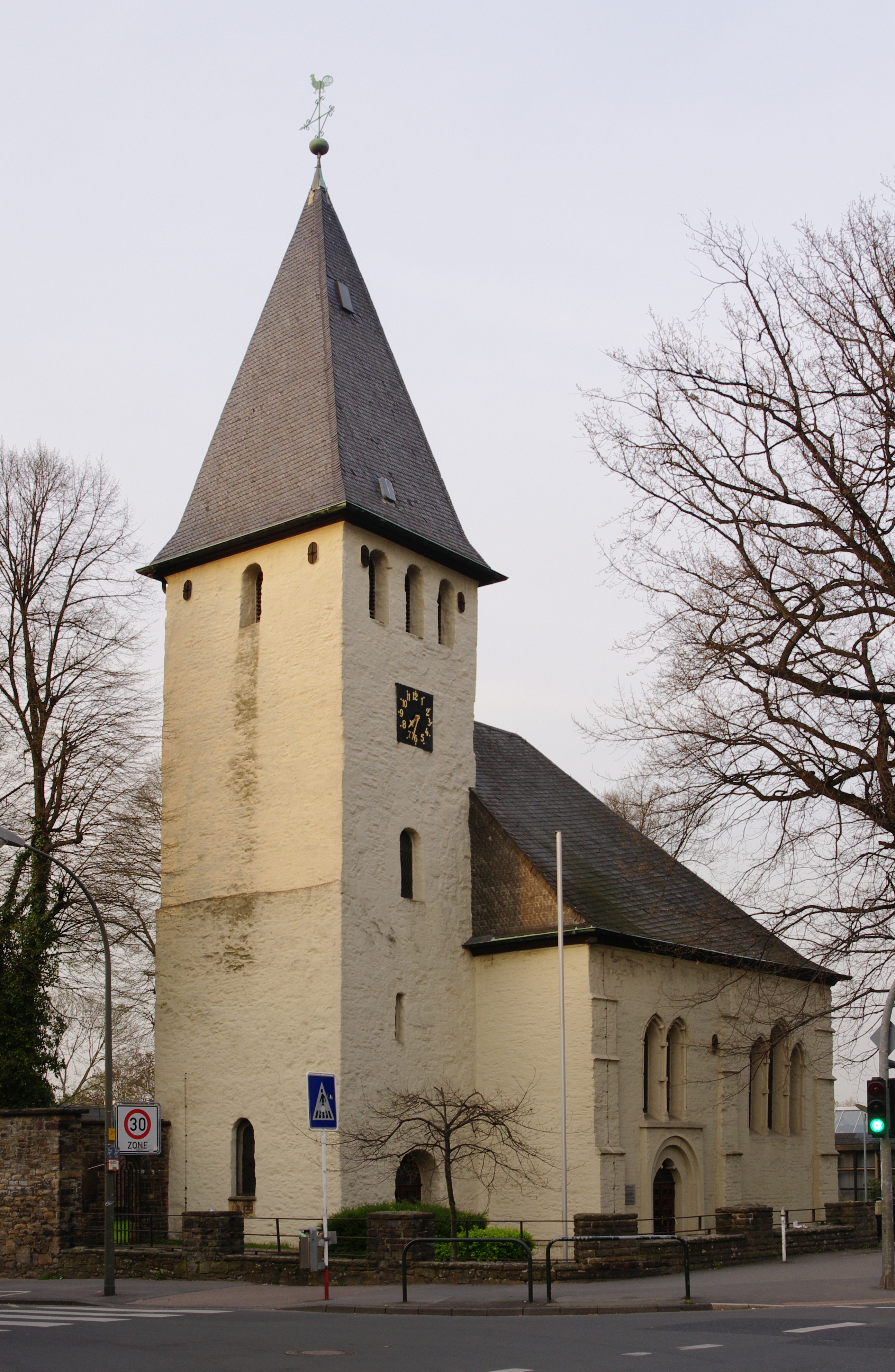
Evangelische Kirche Johannes-Kirche
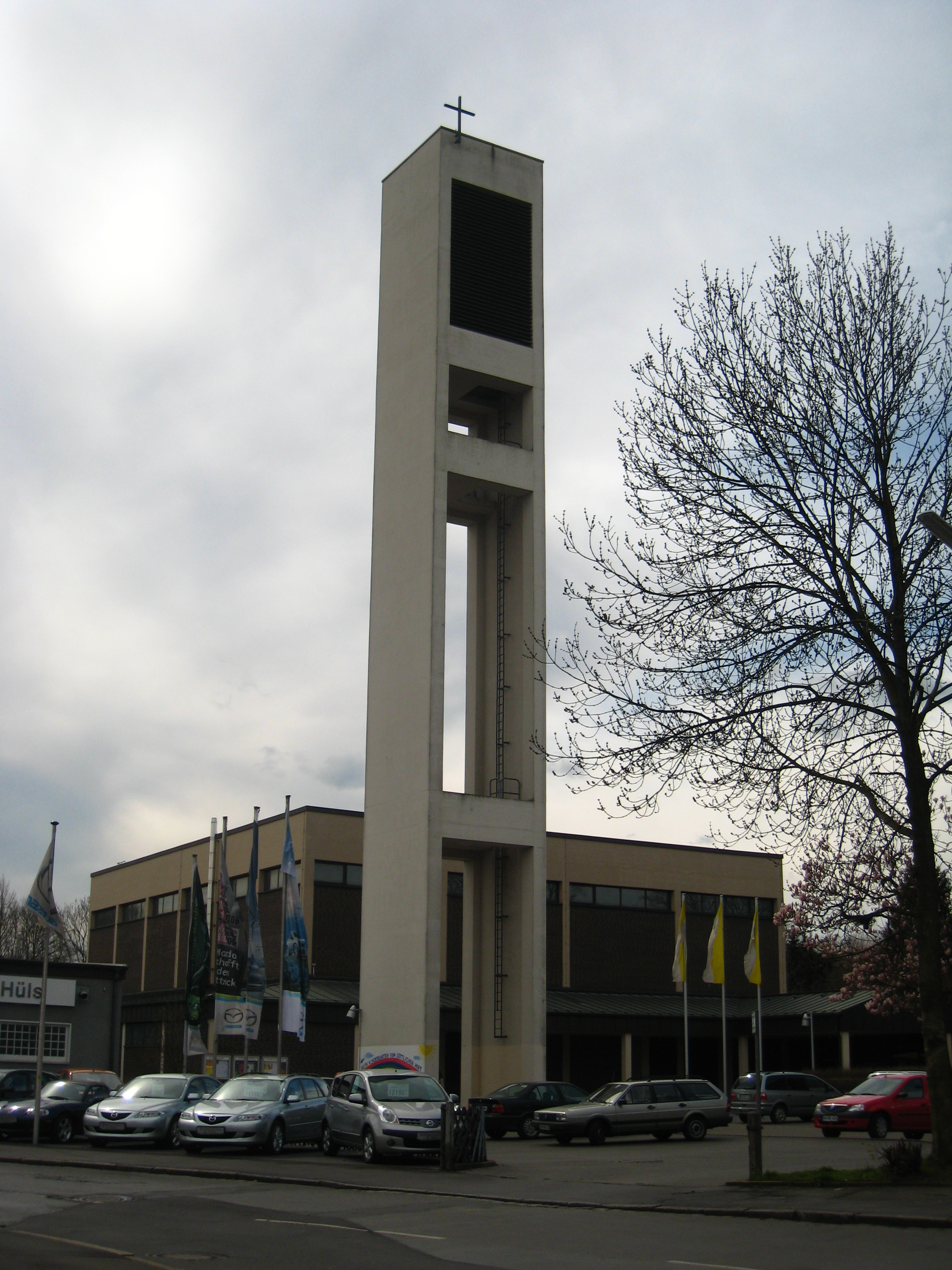
Katholische Pfarrkirche Zum göttlichen Wort

## Großwohnsiedlung Meylantviertel

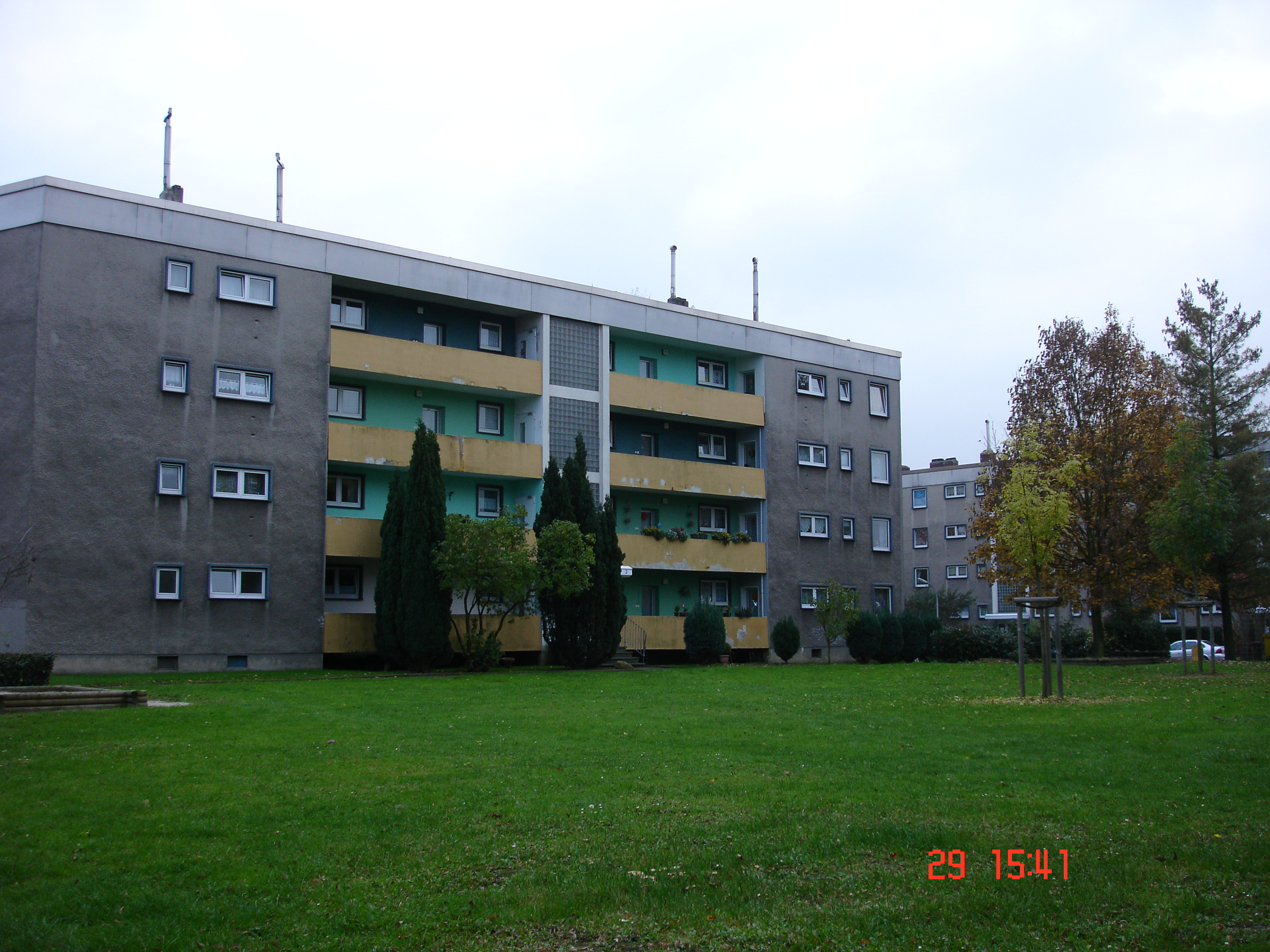
Meylantviertel Dortmund-Wickede

Im Jahr 1960 begann der Bau einer Großwohnsiedlung der Neuen Heimat im Wickeder Nordosten, zwischen der Wickeder Wohnbebauung im Süden und dem Wickeder Ostholz im Norden. 1963/64 waren die ersten Wohnungen fertiggestellt und 1965 wurde der Bau abgeschlossen. Insgesamt handelt es sich nach der kleinräumigen Quartiersanalyse des Amtes für Wohnungswesen zum 31. Dezember 2009 um 1401 Wohneinheiten in drei- bis achtstöckigen Wohnblocks, in denen 2550 Personen wohnen.
In der Folgezeit wurde die Siedlung von Einfamilien- und Reihenhausbebauung umgeben und so in die Wickeder Wohnbebauung eingegliedert.
In den darauffolgenden Jahren zeigten sich die negativen Konsequenzen unter anderem durch die hohe Anzahl an sozial benachteiligten Familien und die hohe Arbeitslosigkeit.
Mittlerweile versucht der jetzige Eigentümer LEG die Wohnqualität und das schlechte Image durch umfangreiche Renovierungsmaßnahmen zu verbessern.

## Verkehr

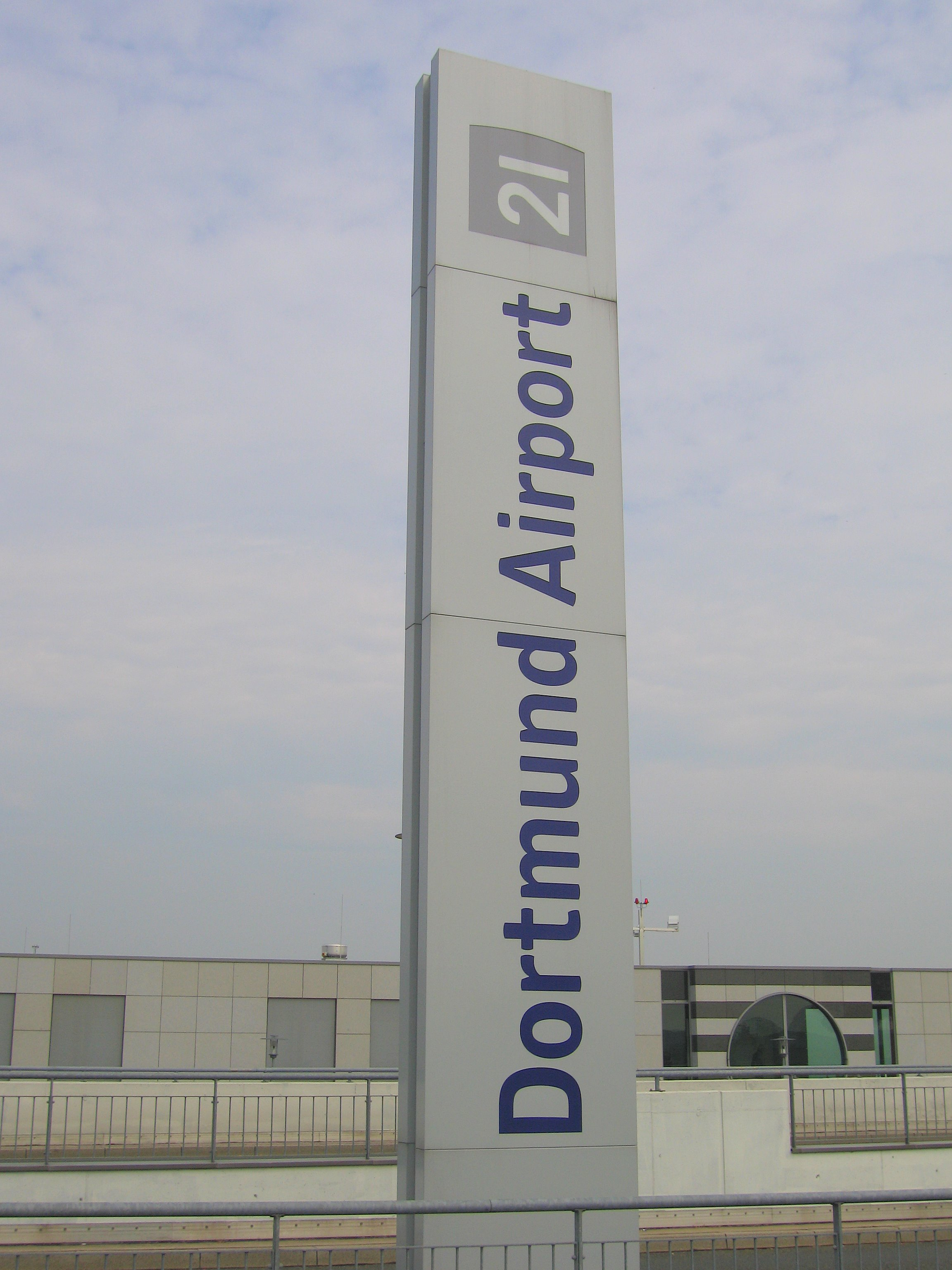
Flughafen Dortmund

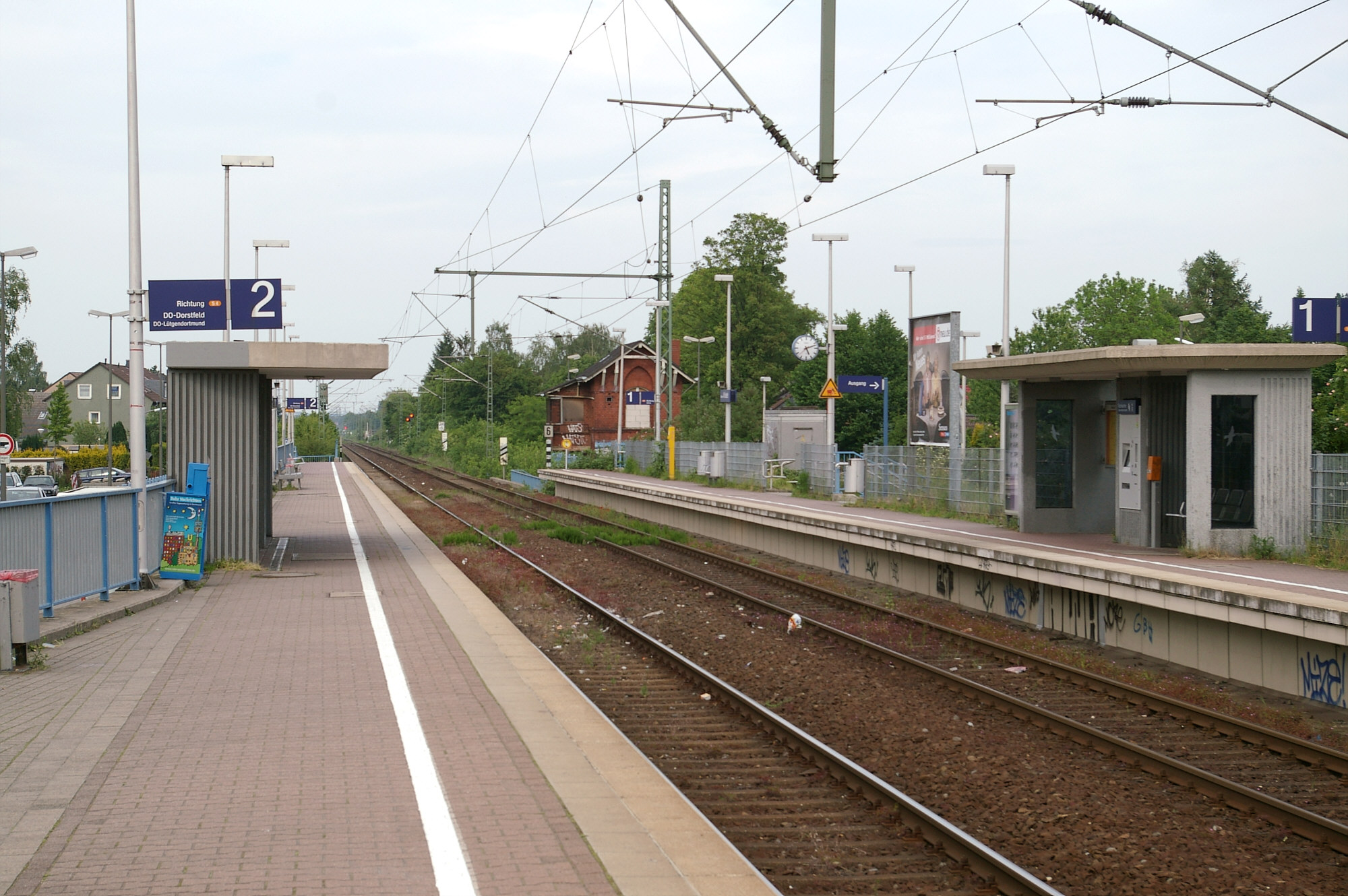
Bahnhof Dortmund-Wickede

Dortmund-Wickede ist Standort des Flughafens Dortmund. Erschlossen ist dieser jedoch hauptsächlich über die südlich angrenzende Gemeinde Holzwickede.
Zwischen Wickede und Asseln befand sich der Bahnhof Wickede-Asseln, der später in Dortmund-Asseln umbenannt und 1968 stillgelegt wurde. Die Haltepunkte Dortmund-Wickede und Wickede West der S-Bahn-Linie S 4 bieten einen Zustieg zur schnellen Verbindung nach Unna beziehungsweise in die Dortmunder City.
| Linie | Verlauf | Takt                                              |
| ----- | --- | ------------------------------------------------- |
| S 4   | DO-Lütgendortmund – DO-Somborn – DO Germania – DO-Marten Süd – DO-Dorstfeld – Dortmund West – DO-Möllerbrücke – DO-Stadthaus – DO-Körne West – DO-Körne – DO-Knappschaftskrankenhaus – DO-Brackel – DO-Asseln Mitte – DO-Wickede West – DO-Wickede – Massen – Unna-Königsborn – Unna West – Unna Stand: Fahrplanwechsel Dezember 2023 | 30 min 15 min (Lütgendortmund–Königsborn zur HVZ) |

Die Stadtbahn U 43 hält an fünf Stationen in DO-Wickede und hat an der Endstelle Dortmund-Wickede  Anschluss zur S-Bahn auf der Strecke Dortmund-Lütgendortmund–Unna.
Buslinien der DSW21 ermöglichen das Erreichen der Wohngebiete im Wickeder Süden beziehungsweise Norden und verbinden mit der Stadtbahn, die in ost-westlicher Richtung auf dem Hellweg fährt.

## Sportvereine
Seit 1910 gibt es unter anderem den erfolgreichen Fußballverein BV Westfalia Wickede 1910 e. V. im Herzen des Ortes. Das Pappelstadion an der Eichwaldstraße/Bremmenstraße war jahrzehntelang das Domizil des BV Westfalia Wickede. Am 23. September 2007 wurde eine neue Kunstrasen-Anlage am Fränkischen Friedhof unterhalb des Dortmunder Flughafens bezogen. Im Jahr 2009 wurde das nun Neue Pappelstadion durch eine Tribünenanlage ergänzt. Am 22. April 2012 verkündete der amtierende Präsident, Hans Walter v. Oppenkowski, das neue Kleinspielfeld (Kunstrasen) als eröffnet.
Am Standort des alten Pappelstadions befindet sich jetzt ein Einkaufszentrum.
In der Saison 2009/2010 spielten drei Mannschaften der Westfalia in der Landesliga (B1, A1 und 1. Herren) und eine in der Bezirksliga (C1). Die 1. Seniorenmannschaft ist 2010 in die Westfalenliga aufgestiegen. 2012 konnte man sich zum zweiten Mal über die Meisterschaft bei der Dortmunder Hallenfußball-Stadtmeisterschaft freuen. Die Saison 2011/12 schloss die 1. Mannschaft des Vereins als beste Amateurfußballmannschaft von Dortmund ab. Seit März 2000 ist Hans Walter v. Oppenkowski Präsident des BV Westfalia Wickede, der stadtweit für seine erfolgreiche 1. Mannschaft in der Westfalenliga und die hervorragende Jugendarbeit mit Sozialtarifen für Kinder aus sozial benachteiligten Familien bekannt ist.
Ganz im Zeichen seiner Kooperationen mit Kindergärten und Schulen vor Ort startet der Verein ab dem 30. August 2012, gemeinsam mit der Wickeder Hauptschule, das Projekt Jugend stark machen.
Neben Westfalia ist der SV Dortmund-Wickede 82 der zweite Fußballverein am Ort. Auf der Sportanlage am Dollersweg steht unter dem Motto Sport unter Freunden die Förderung des Breitensports im Vordergrund.
Im Grenzbereich zu Asseln befindet sich der Tennisverein TC Grüningsweg e. V.

## Schulen
- Steinbrink-Grundschule
- Josef-Grundschule
- Bach-Grundschule
- Max-Wittmann-Schule (Förderschule für Geistige Entwicklung; aufgrund von Sanierungsarbeiten des ordentlichen Schulgebäudes in Eving ist die MWS teilweise in dem Gebäude der ehemaligen Hauptschule untergebracht)[12]

Die ehemalige Hauptschule Wickede wurde wegen sinkender Schülerzahlen Ende des Schuljahres 2014/15 geschlossen. Aufgrund der Sanierungs- und Modernisierungsmaßnahmen des im Nachbarstadtteil Asseln gelegenen Schulzentrums Asseln (Max-Born-Realschule und Immanuel-Kant-Gymnasium), nutzte die Max-Born-Realschule zwischen den Sommerferien 2015 und Anfang 2019 das Gebäude der ehemaligen Hauptschule.
Die Max-Born-Realschule, das Immanuel-Kant-Gymnasium, die in Brackel gelegene Geschwister-Scholl-Gesamtschule sowie die Katholische Hauptschule Husen sind die nächstgelegenen weiterführenden Schulen auf Dortmunder Stadtgebiet.

## Politik
Seit 1901 besteht ein Ortsverein der Sozialdemokratischen Partei Deutschlands. Die SPD ist bei den Wahlen in Wickede seit mehr als fünf Jahrzehnten stärkste Kraft (Stand 2012). Mit Fritz Steinhoff brachte der Ortsverein einen Ministerpräsidenten des Landes Nordrhein-Westfalen hervor. Auch Dortmunds 2006 verstorbener Altbürgermeister Willi Spaenhoff (SPD) hatte seine Wurzeln in Wickede, wo er bis zu seinem Tod lebte. Zur bürgeroffenen 110-jährigen Jubiläumsfeier der Wickeder SPD am 17. September 2011 im Wickeder Konradsaal erschien auch NRW-Ministerpräsidentin Hannelore Kraft.
Die CDU-Ortsunion Dortmund Ortsverein in Wickede, und Die Linke ist seit den Kommunalwahlen 2009 in der Bezirksvertretung Brackel vertreten.